# Enric II de Xampanya

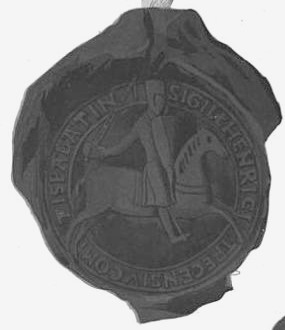
Anvers del segell d'Enric II de Xampanya. Podria ser el primer a portar la barra heràldica dels comtes de Xampanya

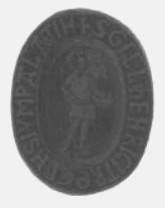
Revers del segell d'Enric II de Xampanya

Enric II de Xampanya (o Enric I de Jerusalem) (29 de juliol de 1166 - 10 de setembre de 1197) va ser comte de Xampanya (1181-1197), i rei titular de Jerusalem (1192-1197), encara que mai no va usar el títol de rei de Jerusalem.

## Orígens familiars
Era el fill gran del comte Enric I de Xampanya i de Maria de França, filla del rei Lluís VII de França i de Leonor d'Aquitània. El seu pare va morir en 1181, i la seva mare va governar com a regent fins a 1187.

## La Tercera Croada
El 1190 Enric va marxar a la Tercera Croada després que els seus barons juressin reconèixer el seu germà menor Teobald III de Xampanya com el seu successor en cas que no tornés. Inicialment va ser un dels líders del contingent francès en el setge d'Acre abans de l'arribada de Felip de França, que es preparava a Sicília.

## Rei de Jerusalem i mort
Conrad de Montferrat s'havia convertit en rei de Jerusalem de iure en casar-se amb Isabel I de Jerusalem. El matrimoni va ser confirmat el 1192 després de dos anys d'interregne en què Guiu de Lusignan va seguir actuant de facto com a rei de Jerusalem. Però el mateix 1192 Conrad de Montferrato va morir en circumstàncies misterioses a les mans dels Hashshashin i deixant a Isabel embarassada. Isabel es va casar llavors amb Enric II de Xampanya, esdevenint de de iure rei de Jerusalem. El 1197 Enric II de Xampanya va morir en caure d'una finestra.